# Ярнефельт, Арвид
О других представителях этого дворянского рода см. в статье Ярнефельт
А́рвид Я́рнефельт (фин. Arvid Järnefelt; 16 ноября 1861[…], Пулково, Санкт-Петербургская губерния — 27 декабря 1932, Хельсинки) — финский писатель.

## Биография
Родился 16 ноября 1861 года в Пулково (ныне в черте Санкт-Петербурга) в семье генерала Александера Ярнефельта и его жены Елизаветы Константиновны, урождённой Клодт фон Юргенсбург, племянницы скульптора Петра Клодта; среди его восьми братьев и сестёр — композитор и дирижёр Эдвард Армас Ярнефельт, художник Ээро Ярнефельт и Айно Сибелиус, жена Яна Сибелиуса.
Окончил Гельсингфорсский университет, в 1886—1888 был стипендиатом Московского университета, получив солидное юридическое образование. В эти годы он печатает в финских газетах свои «Письма из России», в которых делится впечатлениями о русской жизни, помогавшими лучше понять всегда восхищавшую его русскую литературу — ей посвящено заключительное письмо, написанное в 1887 в связи с пятидесятилетием гибели Пушкина.

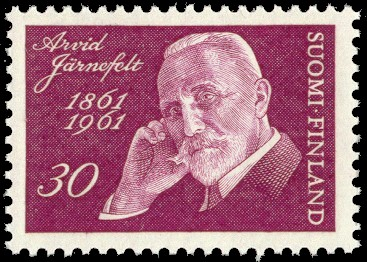
Почтовая марта Финляндии 1961 года выпуска, посвящённая столетию со дня рождения Арвида Ярнефельта

Ярнефельт проникся идеями Л. Н. Толстого, влияние которого занимает очень важное место в его творчестве. Он стал одним из первых переводчиков Толстого на финский язык, в течение многих лет переписывался с ним. В 1895 он подал в отставку со службы в губернском суде, купил участок земли неподалёку от города Лохья, где основал крестьянское хозяйство, обучал грамоте местных жителей. В 1894 г. в Гельсингфорсе (Хельсинки) на финском языке была издана его автобиографическая книга «Моё пробуждение».
Первый роман «Отечество» (1893) демонстрировал стремление художника-реалиста дать исследование финской жизни. Сознание неблагополучия общества пронизывает романы «Братья» (1900), «Елена» (1902), «Дети матери-земли» (1905), «Жители Венехъоя» (1909), пьесу на «Самуэль Кроэль» (1907), и другие произведения, свидетельствовавшие о критической направленности творчества писателя и одновременно — о его приверженности идеям непротивления и самоусовершенствования. В 1910-е Ярнефельт пишет ряд пьес с отчётливой религиозно-назидательной тенденцией, публикует под псевдонимом выдержанный в том же духе роман «Счастливые» (1916).
В 1910-е писатель подолгу жил и работал в Европе, в частности, в Париже.
В конце жизни Ярнефельт опубликовал три тома воспоминаний «Роман моих родителей» (1928—1930).

## Издания на русском языке
- «Тит, разрушитель Иерусалима», Берлин, изд-во И. П. Ладыжникова, 1909 — историческая драма.
- Ернефельт Арвид. «Мое пробуждение. Исповедь», М., изд-во Трудовой общины-коммуны «Трезвая жизнь», 1921.
- «Море жизни» // «Повести и рассказы» (Библиотека финской литературы), М., «Худож. лит.», 1982.
- «Два письма» // «Повести и рассказы» (Библиотека финской литературы), М., «Худож. лит.», 1982.